# Svanberga
Svanberga är en tätort i Norrtälje kommun, 10 kilometer norr om Norrtälje. Svanberga ligger vid sjön Erken.

## Befolkningsutveckling
| Befolkningsutvecklingen i Svanberga 1975–2020 | Befolkningsutvecklingen i Svanberga 1975–2020 | Befolkningsutvecklingen i Svanberga 1975–2020 | Befolkningsutvecklingen i Svanberga 1975–2020 | Befolkningsutvecklingen i Svanberga 1975–2020 |
| --------------------------------------------- | --------------------------------------------- | --------------------------------------------- | --------------------------------------------- | --------------------------------------------- |
|                                               |                                               |                                               |                                               |                                               |
| År                                            |                                               |                                               | Folkmängd                                     | Areal (ha)                                    |
| 1975                                          | 1975                                          |                                               | 317                                           |                                               |
| 1980                                          | 1980                                          |                                               | 365                                           |                                               |
| 1990                                          | 1990                                          |                                               | 421                                           | 52                                            |
| 1995                                          | 1995                                          |                                               | 418                                           | 54                                            |
| 2000                                          | 2000                                          |                                               | 446                                           | 56                                            |
| 2005                                          | 2005                                          |                                               | 479                                           | 56                                            |
| 2010                                          | 2010                                          |                                               | 501                                           | 58                                            |
| 2015                                          | 2015                                          |                                               | 524                                           | 93                                            |
| 2020                                          | 2020                                          |                                               | 563                                           | 95                                            |
| Anm.: Ny tätort 1975                          |                                               |                                               |                                               |                                               |

## Samhället
Här fanns en gästgivargård från 1600-talet. Här finns även Vikingabyn Storholmen.
Direkt söder om den gamla dansbanan Storholmen ligger Norra Malma naturreservat med ekbacke och gravfält från järnåldern.
I Svanberga ligger även Svanberga skola, som byggdes när Estuna skola i närheten lades ner. Svanbergaskolan har elever från första till sista årskursen i grundskolan. Cirka 350 elever går på skolan.

## Kommunikationer
Riksväg 76 passerar genom Svanberga. Allmänna kommunikationer med Norrtälje upprätthålls av SL:s busslinjer 636, 637, 641 och 654 samt UL:s busslinje 808.